# 反照率特徵
反照率特徵（albedo feature）是行星、衛星等太陽系天體某個反照率和鄰近區域相比特別高或低（即特別亮或暗）的區域。

## 簡介
在歷史上，反照率特徵最早在火星和水星上被觀測到（通常也只是這兩顆行星）。早期的行星表面圖（例如喬凡尼·斯基亞帕雷利和歐仁·米歇爾·安東尼亞第所繪）只表示行星表面的反照率特徵；直到太空探測器到達其他天體並可觀測撞擊坑等表面地理特徵為止。
在火星和水星以外其他天體的反照率特徵有時被稱為 Regio。
對於大氣層相當濃密的金星和土衛六而言，無法以平常的光學望遠鏡看到永久性的反照率特徵，因為無法藉此看到表面狀況，只能看到大氣層的雲層和其他在大氣層上方越過的狀況。
最早在其他行星上被發現的反照率特徵是火星上的大瑟提斯高原，於17世紀被發現。
今日因為有太空探測器的幫助，已經可以取得火星和水星表面超高解析度的影像，而根據反照率特徵在火星和水星表面上命名的地理名稱已有部分不再使用。但業餘天文學家觀測火星時仍會使用。
但對於一些太空探測器尚未到達的天體，例如冥王星和穀神星，其最佳表面狀態影像就只能顯示反照率特徵。這些影像都由哈伯太空望遠鏡或配備自适应光学的地面望遠鏡拍攝。
火星上的塞東尼亞區就是反照率特徵的實例。